# 4908 Ward
4908 Ward eller 1933 SD är en asteroid i huvudbältet, som upptäcktes den 17 september 1933 av den belgiske astronomen Fernand Rigaux i Uccle. Den har fått sitt namn efter Steven Ward.
Asteroiden har en diameter på ungefär 4 kilometer.